# Nhân Huệ
Nhân Huệ là một xã thuộc thành phố Chí Linh, tỉnh Hải Dương, Việt Nam.

## Địa lý
Xã Nhân Huệ nằm ở phía tây nam thành phố Chí Linh, có vị trí địa lý:
- Phía đông giáp huyện Nam Sách
- Phía tây giáp tỉnh Bắc Ninh
- Phía nam giáp huyện Nam Sách
- Phía bắc giáp phường Cổ Thành.

Xã Nhân Huệ có diện tích 5,10 km², dân số năm 1999 là 3.999 người, mật độ dân số đạt 784 người/km².

## Lịch sử
Sau năm 1975, Nhân Huệ là một xã thuộc huyện Chí Linh.
Ngày 16 tháng 1 năm 1981, Hội đồng Chính phủ ban hành Quyết định số 19-CP. Theo đó, sáp nhập các thôn Cổ Châu, Lý Dương, Đồng Tâm, Hoà Bình và các xóm An Thành, Ninh Giàng, Tu Linh của xã Nhân Huệ vào xã Cổ Thành.
Ngày 12 tháng 2 năm 2010, Chính phủ ban hành Nghị quyết số 09/NQ-CP thành lập thị xã Chí Linh trên cơ sở toàn bộ diện tích và dân số của huyện Chí Linh, xã Nhân Huệ thuộc thị xã Chí Linh.
Ngày 10 tháng 1 năm 2019, Ủy ban Thường vụ Quốc hội ban hành Nghị quyết số 623/NQ-UBTVQH14 thành phố Chí Linh trên cơ sở toàn bộ diện tích và dân số của thị xã Chí Linh, xã Nhân Huệ thuộc thành phố Chí Linh như hiện nay.